# Воскресение Христа (фреска)
«Воскресение Христа» (итал. Resurrezione) — фреска Пьеро делла Франческа, выполненная им около 1460 года. Находится в художественном музее Борго-Сансеполькро (Тоскана) — родного города художника.
Фреска была заказана городом для украшения ратуши. Тема Воскресения для росписи, вероятно, выбрана неслучайно: название Sansepolcro переводится как «Святая Гробница». Она изображена на гербе города. Отсутствие описания в Евангелии сцены Воскресения даёт художникам полную свободу в её интерпретации.
Версия Пьеро делла Франческо статична. Иисус представлен ещё не освобождённым от «земной, физической телесности». Он стоит в центре композиции в розовой тоге, не скрывающей раны, со знаменем — символом Воскресения. Его «атлетическая» (по определению О. Хаксли), неподвижная фигура доминирует над четырьмя спящими солдатами, их глубокий сон — это сон человеческого духа, которого не коснулось божественное озарение. Пейзаж за спиной Христа символически разделён на две части: слева — зимние чёрные ветви, голая земля, справа — весенние деревья, покрытые листвой, трава. Это напоминание о спасении и новой жизни, начинающейся с Воскресением Иисуса.
Около двух столетий фреска находилась под слоем штукатурки. Когда штукатурка была удалена, оказалось, что произведение Пьеро делла Франческо хорошо сохранилось. В начале XX века многие из путешественников по Италии заезжали в провинциальный Сансеполькро, чтобы выразить дань своего восхищения знаменитой фреске. Был среди них и русский искусствовед П. П. Муратов:

Чисто флорентийскому энтузиазму остался предан художник в этих трудных и разнообразных позах уснувших воинов. Кто мог бы так верно найти изгиб спины у солдата в зеленом плаще и красноватом шлеме или с такой силой посадить великолепную римскую голову на мощную шею следующего воина и с такой чуткостью передать напряженность его правого плеча. В четырех этих фигурах флорентийское кватроченто, поглощенное фигурной страстью, нашло одно из высших своих достижений. Но с неизвестной Флоренции впечатлительностью чувствовал Пьеро, кроме того, значение отдельных красок — зеленой, алой, лиловой и золотисто-коричневой, красок одежд — и общую их гармонию, их «сгорание» в жемчужности и серебре рассвета. Дыхание каких-то безмерностей мира, природы, ощущаемой так, как ощущали её лишь древние, господствует здесь над всем: над формальной темой фигур и даже над темой христианского воскресения.

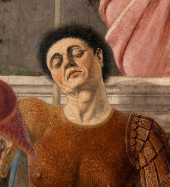
Считается, что в образе солдата в коричневом платье, откинувшего голову назад, Пьеро делла Франческа изобразил себя.

Олдос Хаксли, назвавший эту фреску «самой прекрасной живописью в мире», косвенно спас «Воскресение», а с ним и город Сансеполькро. Во время Второй мировой войны британский капитан Энтони Кларк прекратил обстрел города, вспомнив эссе Хаксли и его слова о «Воскресении Христа». К тому времени немецкие части уже оставили Сансеполькро.
Истории фрески посвящена 15-я серия британского телесериала «Частная жизнь шедевра» (The private life of a masterpiece, 2004 год).